# コロラドビャクシン
コロラドビャクシン（学名: Juniperus scopulorum）は、裸子植物マツ綱のヒノキ科ビャクシン属に属する常緑針葉樹の1種である。高さ10–20メートルになる高木であり、小枝は細く、鱗片状の葉で覆われる。球果は翌年に熟し、液果状で直径4-9ミリメートル、紫黒色で粉白をおびる。北米西部に広く分布しており、草地、荒原、岩石地などに生育している。北米東部に見られるエンピツビャクシンに近縁であり、異所的に分布している。スカイロケット（‘Skyrocket’）などさまざまな園芸品種があり、観賞用に植栽されている。

## 特徴
常緑高木であり、ふつう主幹が明瞭だがまれに株立ち状、高さ10–20メートル (m) になる（図1, 2a, b）。樹冠は円錐形から不定形。樹皮は赤褐色から灰褐色、薄く縦に剥がれる（下図2c）。小枝は平滑、横断面は四角から三角形、ふつう上向するがときに下垂、末端は細く、葉長の2/3以下。
葉はふつう鱗形葉、まれに針葉、明緑色から濃緑色、ときに青緑色、全縁、背軸側にある腺点は楕円形で明瞭。鱗形葉は長さ 1–3 mm、ときに竜骨状、先端は尖頭から鈍頭、重なる場合でも1/5長以下、十字対生して枝を覆う（下図3a）。針葉はさや状、長さ 3-12 mm、向軸側は白色を帯びない。
雌雄異株であり、"花期"は4月から6月、雄球花または雌球花を小枝の先端につける。雄球花は楕円形、長さ 2–4 mm、黄褐色、ふつう6個の小胞子葉からなる（上図3b）。球果は翌年の秋から冬に成熟し、裂開せず鱗片は合着して液果状（漿質球果）になり、球形から卵形、直径 4-9 mm、青黒色、粉白をおび、1-3個の種子を含む（上図3c）。種子は黄褐色、長さ 2-5 mm（下図4c）。染色体数は 2n = 22。

## 分布・生態
北アメリカ西部に広く、しかし散在的に分布しており、カナダ西部からメキシコ北部、特にロッキー山脈に沿って見られる（下図5a）。生育可能な気候条件の範囲は幅広く、7月平均気温が 16–24°C、1月平均気温が -9°Cから4°C、平均年間降水量が 250–840 mm の地域に見られ、乾燥地に生育する。
一般的に土壌が浅くあまり発達していない痩せた土地の、草原や牧草地、荒地、岩地などに生育する（上図4b, c）。森林にも生育するが、優占することはない。
球果は、主に鳥によって食べられ、種子散布される。種子散布において哺乳類は重要ではないが、ヒツジは球果を好んで食べることが知られており、放牧地の道沿いにコロラドビャクシンが生えていることがある。
コロラドビャクシンの枝葉は、家畜、シカ、バイソンなどさまざまな動物に食べられる。また、さまざまな鳥がコロラドビャクシンに営巣する。
Cercospora sequoiae（子嚢菌門クロイボタケ綱）は、コロラドビャクシンにとって最も深刻な病害を引き起こす。他に、Rhizoctonia solani（担子菌門ハラタケ綱）、Phomopsis juniperovora（子嚢菌門フンタマカビ綱）なども害を与える。また、リンゴやナシなどに大きな被害を与える赤星病菌（担子菌門サビキン綱）の中間宿主となる。
コロラドビャクシンを食害する動物として、甲虫、鱗翅目、双翅目、キジラミ、ハダニなどが知られる。またセンチュウの Pratylenchus penetrans は実生の根に深刻な害を与える。

## 人間との関わり
コロラドビャクシンの材の木目は細かく、辺材は白色、心材は紫紅色でその境界は明瞭、精油を多く含み芳香がある。家具や塀などに用いられる。また、コロラドビャクシンの球果や若枝の精油は、薬用としても利用されている。
北米東部の先住民の多くの部族は、コロラドビャクシンを儀式に用いていた。材は、弓や楽器、燃料などに用いられていた。また、球果や葉、根を生薬としていた。
防風林として利用されることがある。観賞用にも利用され、‘Blue Arrow’、‘Blue Creeper’（ブルークリーパー）、‘Blue Heaven’（ブルーヘブン; 下図5a）、‘Blue Trail’、‘Cologreen’、‘Erecta Glauca’、‘Gray Gleam’（グレイグラム）、‘Green Ice’、‘Greenspice’、‘Jewell Frost’、‘Medora’（メドーラ）、‘Moffat Blue’、‘Montana Green’、‘Moonglow’（ムーングロウ）、‘Pathfinder’、‘Platinum’、‘Skyrocket’（スカイロケット; 下図5b, c）、‘Sparkling Skyrocket’、‘Springbark’、‘Sutherland’、‘Table Top’、‘Table Top Blue’、‘Tollesonís Blue Weeping’、‘Tollesonís Green Weeping’、‘Welchii’、‘Witchita Blue’（下図5d）、‘Winter Blue’（ウィンターブルー）などの園芸品種がある。

## 分類
コロラドビャクシンはエンピツビャクシン（Juniperus virginiana）に極めて近縁であり、北米を二分して南北に走るグレートプレーンズを境界として西側にコロラドビャクシン、東側にエンピツビャクシンが分布している。分布域が接する地域では、交雑することが報告されている。また米国北西部のピュージェット湾周辺に分布する（上図4a）J. maritima も極めて近縁であり、この3種は同種とすべきとも考えられている。他にも、J. barbadensis、J. bermudiana、J. gracilior なども近縁であり、明瞭な系統群を構成している。